# Satigny
Satigny är en ort och kommun i kantonen Genève, Schweiz. Kommunen har 4 577 invånare (2023). Den ligger väster om staden Genève, på gränsen mot Frankrike.
Med en yta på 18,92 km² är den kantonens till ytan största kommun. Kommunens huvudnäring är jordbruk, med fokus på vinodling. Satigny är Schweiz största kommun inom vinodling.